# Nieuwebildtzijl
Nieuwebildtzijl (Bildts: Nije-Syl en Fries: Nijebiltsyl of Nijesyl) is een buurtschap annex gehucht in de gemeenten Waadhoeke en Noardeast-Fryslân in de Nederlandse provincie Friesland. Nieuwebildtzijl ligt tussen Oudebildtzijl en de Waddenzee aan de Nieuwe Bildtdijk en de Van Albadaweg. Door de buurtschap lopen de Nieuwe Vaart en de Kaaivaart, deel van de Ouwe Rij. De huizen in het westelijk deel van de Noorderleegpolder liggen in de gemeente Noardeast-Fryslân, maar hebben in de straatnaam het achtervoegsel F (Nieuwebildtzijl F) van de voormalige gemeente Ferwerderadeel.
Men zou kunnen zeggen dat Nieuwebildtzijl een dorp is maar het wordt door het kadaster aangeduid als een buurtschap en soms als een gehucht. Tot 1984 lag de buurtschap in de gemeente Ferwerderadeel en het Bildt.  Door een grenscorrectie kwam de buurtschap geheel in het Bildt te liggen. 
In 2018 is het Bildt opgegaan in de gemeente Waadhoeke.

## Geschiedenis
De ontstaansgeschiedenis van Nieuwebildtzijl vindt zijn oorsprong in een oude zeeslenk die in de Middelzee is gevormd (voor de inpoldering van Het Bildt). Later is deze oude zeeslenk een vaart geworden, de Ouwe Rij, die uitmondde in de De Kromme Balg. De Kromme Balg bood een vaarverbinding met de Waddenzee. Schippers voeren voornamelijk op Ameland maar ook Harlingen, West-Terschelling en de Noordzee waren zeer goed bereikbaar. Naarmate de tijd vorderde werden de kustgebieden van de Waddenzee door de ophoping van slib steeds minder toegankelijk voor scheepvaart.
Aan het einde van de zestiende eeuw verloor Oudebildtzijl zijn directe verbinding met de zee door het verder dichtslibben van het waddengebied. Uiteindelijk was nog slechts een kleine vaargeul over. In 1600 werd een nieuwe zeedijk aangelegd, "de Nieuwe Zee Dyck", tegenwoordig de Nieuwe Bildtdijk. In deze dijk kwam een nieuwe (zeewerende) sluis en de plaats bij deze sluis kreeg de naam "De Nieuwe Zijl" (De Nieuwe Sluis), nu Nieuwebiltdzijl.
Net zoals de sluis te Oudebildtzijl die van Oude Leije had vervangen verving De Nieuwe Zijl de sluis en haven van Oudebildtzijl. Door enkele dijkdoorbraken heeft de sluis te Oudebildtzijl echter nog wel actief dienstgedaan en heeft het meerdere malen een belangrijke rol vervuld in het niet overstromen van Het Nieuw Bildt. Dit was overigens in een tijd dat de Nieuwe Zijl alweer gedempt was.
Nieuwebildtzijl heeft in vergelijking met Oudebildtzijl slechts beperkte welvaart gekend. Dit kwam niet in de laatste plaats doordat veel schippers het gebied inmiddels meden omdat de Waddenzee en de vaargeulen steeds minder toegankelijk werden en het risico op vastlopen te groot werd. Door haar geringe positie, de dreiging van het zeewater en die van een potentiële Engelse invasie is er op aandringen van de staat uiteindelijk besloten om de sluis af te dammen. De sluis heeft 64 jaar dienstgedaan en is in 1664 gedempt. Van de sluis is niets meer terug te zien.
In 1754 zijn de Ooster Bildtpollen ingedijkt waardoor de Nieuwe Bildtdijk een slaperdijk werd. De opzet van Nieuwebildtzijl is vergelijkbaar met die van Oudebildtzijl, het is echter niet zo groot en heeft niet veel specifieke bezienswaardigheden. Voor een gehucht heeft het een redelijke omvang.

## Bezienswaardigheden
Even ten noorden van Nieuwebildtzijl ligt de laatste zeewerende dijk, waarvan het waddeneiland Ameland zichtbaar is. Hier ligt een rijk kweldergebied genaamd het Noorderleeg. Door het gebied loopt een pad, dat langs een nog in goede staat verkerende bunker uit de Tweede Wereldoorlog voert.

## Jabikspaad
De oostelijke route van het Jabikspaad, de Friese Camino de Santiago, loopt door Nieuwebildtzijl. Het Jabikspaad is 130 kilometer lang en loopt van Sint Jacobiparochie naar Hasselt.
Steden, dorpen en gehuchten: Achlum · Baijum · Beetgum · Beetgumermolen · Berlikum · Blessum · Boer · Boksum · Deinum · Dongjum · Dronrijp · Engelum · Firdgum · Franeker · Herbaijum · Hitzum · Klooster-Lidlum · Marssum · Menaldum · Minnertsga · Nij Altoenae · Oosterbierum · Oude Leije (klein deel) · Oudebildtzijl · Peins · Pietersbierum · Ried · Ritsumazijl · Schalsum · Schingen · Sexbierum · Sint Annaparochie · Sint Jacobiparochie · Slappeterp · Spannum · Tzum · Tzummarum · Vrouwenparochie · Welsrijp · Westhoek · Wier · Winsum · Zweins

Buurtschappen: Arkens · Bonkwerd · De Vlaren · Dijkshoek · Doijum · Fatum · Hatsum · Het Hooghout · Kie · Kiesterzijl · Kingmatille · Klooster Anjum · Koehool · Laakwerd · Lutjelollum · Miedum · Nieuwebildtzijl · Oosterend · Oosthoek · Rewerd (deels) · Roptazijl (deels) · Salverd · Schildum · Sopsum · Stad Niks · Tolsum · Tritzum · Tjeppenboer · Vrouwbuurtstermolen (deels) ·  Weakens · Westerend · Zwarte Haan

Voormalige buurtschappen:Barrum · De Kampen · De Poelen · Dijksterhuizen · Franjumerburen · Holprijp · Koum · Langwerd · Teetlum · Memerd · War 

Friesland: Steden en dorpen      Nederland: Provincies · Gemeenten